# Campeonato Europeo de Tiro con Arco en Sala de 2008
El XI Campeonato Europeo de Tiro con Arco en Sala se celebró en Turín (Italia) entre el 4 y el 8 de marzo de 2008 bajo la organización de la Unión Europea y Mediterránea de Tiro con Arco (EMAU) y la Federación Italiana de Tiro con Arco.
Las competiciones se realizaron en el Oval Lingotto de la ciudad italiana.

## Resultados

### Masculino
| Evento                            | Oro                                                         | Plata                                                                  | Bronce                                                        |
| --------------------------------- | ----------------------------------------------------------- | ---------------------------------------------------------------------- | ------------------------------------------------------------- |
| Arco recurvo individual (08.03)   | Marco Galiazzo · Italia                                     | Bair Badionov · Rusia                                                  | Olexandr Drutsul · Ucrania                                    |
| Arco recurvo por equipo (08.03)   | Olivier Tavernier Damien Pigeaud Jocelyn de Grandis Francia | Sebastian Rohrberg · Florian Floto · Jan-Christopher Ginzel · Alemania | Vedat Erbay Göktuğ Ergin Okyay Küçükkayalar Turquía           |
| Arco compuesto individual (08.03) | Sergio Pagni · Italia                                       | Peter Elzinga · Países Bajos                                           | Patrizio Hofer · Suiza                                        |
| Arco compuesto por equipo (08.03) | Peter Elzinga · Rob Polman · Emiel Custers · Países Bajos   | Marko Järvenpää · Jari Haavisto · Aulis Humaljoki · Finlandia          | Morgan Lundin · Anders Malm · Carl Henrik Gidensköld · Suecia |

### Femenino
| Evento                            | Oro                                                                  | Plata                                                             | Bronce                                                  |
| --------------------------------- | -------------------------------------------------------------------- | ----------------------------------------------------------------- | ------------------------------------------------------- |
| Arco recurvo individual (08.03)   | Tetiana Dorojova · Ucrania                                           | Yuliya Lobzhenidze · Ucrania                                      | Elena Tonetta · Italia                                  |
| Arco recurvo por equipo (08.03)   | Natalia Erdyniyeva · Yekaterina Jarjanova · Sanzhi Obodoyeva · Rusia | Tetiana Dorojova · Kateryna Paleja · Yuliya Lobzhenidze · Ucrania | Naomi Folkard Charlotte Burgess Emma Downie Reino Unido |
| Arco compuesto individual (08.03) | Laura Longo · Italia                                                 | Sofia Goncharova · Rusia                                          | Nicky Hunt Reino Unido                                  |
| Arco compuesto por equipo (08.03) | Sofia Goncharova · Albina Loguinova · Svetlana Novikova · Rusia      | Eugenia Salvi · Paola Galletti · Laura Longo · Italia             | Nichola Simpson Nicky Hunt Lucy Holderness Reino Unido  |

## Medallero
| Núm. | País         | Oro | Plata | Bronce | Total |
| ---- | ------------ | --- | ----- | ------ | ----- |
| 1    | Italia       | 3   | 1     | 1      | 5     |
| 2    | Rusia        | 2   | 2     | 0      | 4     |
| 3    | Ucrania      | 1   | 2     | 1      | 4     |
| 4    | Francia      | 1   | 0     | 0      | 1     |
| 4    | Países Bajos | 1   | 0     | 0      | 1     |
| 6    | Alemania     | 0   | 1     | 0      | 1     |
| 6    | Finlandia    | 0   | 1     | 0      | 1     |
| 6    | Países Bajos | 0   | 1     | 0      | 1     |
| 9    | Reino Unido  | 0   | 0     | 3      | 3     |
| 10   | Suecia       | 0   | 0     | 1      | 1     |
| 10   | Suiza        | 0   | 0     | 1      | 1     |
| 10   | Turquía      | 0   | 0     | 1      | 1     |
|      | TOTAL        | 8   | 8     | 8      | 24    |